# تایوان تحت حاکمیت ژاپن
تایوان ژاپن (به لاتین: Taiwan under Japanese rule) مستعمره و جزئی از قلمرو در امپراتوری ژاپن بود.
ژاپن از به مدت ۵۰ سال تایوان را تحت سلطه داشت. پس از شکست ژاپن از آمریکا در جنگ جهانی، نیروهای ژاپن از تایوان خارج شدند.

## تایوان و حکمرانی ژاپن
ژاپن پس از سلطه و به استعمار درآوردن تایوان در سال ۱۸۹۵، شروع به رسیدگی، ایجاد زیرساخت، و آموزش جمعیت تایوان کرد. تایوان که تا قبل از آن قسمتی از دودمان چینگ چین بود، جزیره ای منزوی به حساب می آمد. پس از غلبه و پیروزی امپراتوری، ژاپنی ها آموزش و پرورش را در تایوان به سرعت گسترش و نرخ باسوادی را در تایوان بالا بردند. آنان همچنین با ساختن راه ها و توسعه ی حمل و نقل و اقدامات زیربنایی قابل توجه ،برخلاف انتظار اولیه، باعث پیشرفت و توسعه ی سریع جزیره تایوان شدند. به دنبال آن، مردم تایوان به مرور دیدگاه مثبت تری به ژاپن پیدا کرده و در طول ۵۰ سال حکومت ژاپن بر آن جزیره، شورش یا مقاومت خاصی از خود نشان ندادند.
ژاپن با حمله ی مستقیم به چین در سال ۱۹۳۷ (دو سال قبل از آغاز جنگ جهانی دوم)، تمرکز خود بر تایوان را تاحد زیادی دست داد. همزمان، نیروهای حزب کمونیست مائو در حال جنگیدن با دولت ملی جمهوری چین، حکومت وقت بودند. دولت ملی جمهوری چین که علاوه بر جنگ با ژاپن، اکنون به جنگ داخلی نیز دچار شده بود،  در حال شکست از نیروهای حزب کمونیست بود.
پس از شکست ژاپن از آمریکا در سال ۱۹۴۵، تایوان دچار خلأ قدرت شد. دولت ملی جمهوری چین و حامیانش که کنترل بسیاری از مناطق چین از دستشان خارج و به تصرف نیروهای کمونیستی در آمده بود، به تایوان فرار کرده و حکومت تایوان را در دست گرفتند. در همان سال نیز، پرچم تایوان را به پرچم دولت ملی جمهوری چین تغییر دادند. سرانجام در سال ۱۹۴۹، چین تماما به دست نیروهای کمونیستی افتاد، اما تلاش های بی وقفه ی کمونیست ها برای تصرف تایوان بی نتیجه ماند. تا به امروز، چین تایوان را به رسمیت نشناخته است.